# Bob Birrell
Bob Birrell (eigentlich Joseph Robert Birrell; * 6. März 1938 in Barrow-in-Furness; † 21. März 2024) war ein britischer Hürdenläufer, der sich auf die 110-Meter-Distanz spezialisiert hatte.

## Sportliche Laufbahn
1958 erreichte er für England startend bei den British Empire and Commonwealth Games in Cardiff über 120 Yards Hürden das Halbfinale.
Bei den Olympischen Spielen 1960 in Rom gelangte er über 110 m Hürden ins Viertelfinale.
1962 schied er bei den Leichtathletik-Europameisterschaften in Belgrad über 110 m Hürden im Halbfinale aus. Bei den British Empire and Commonwealth Games in Perth wurde er über 120 Yards Hürden Sechster.
Seine persönliche Bestzeit von 14,2 s stellte er am 6. September 1961 in Warschau auf.
Sein älterer Bruder Joe Birrell war ebenfalls als Hürdenläufer erfolgreich.